# Adorazione del Bambino (Spanzotti)
La parete di controfacciata della navata destra della chiesa di San Francesco a Rivarolo Canavese ci propone un affresco di notevoli dimensioni (2,7 per 2,9 metri) raffigurante il tema dell'Adorazione del Bambino. Si tratta di un'opera di Giovanni Martino Spanzotti considerata dalla maggior parte dei critici un'opera giovanile del pittore, che precede di poco il ciclo di affreschi sulla Vita di Cristo nella chiesa di San Bernardino ad Ivrea. 
Una datazione probabile si colloca dunque attorno al 1480.
L'affresco - già in pessime condizioni di conservazione - è stato recentemente oggetto di un restauro conclusosi nel maggio 2016.

## Descrizione dell'opera
Il restauro ha riportato alla luce un pregevole fregio con frutti e rami intrecciati che inquadra la scena dell'Adorazione.
La scena si svolge in uno spazio geometricamente segnato da colonne ornate a candelabre sormontate da un arco a tutto sesto ed è disposta su due registri: al di sopra dell'altezza delle colonne è collocato il coro degli angeli, nella forma di terzetti di putti dalla conformazione piuttosto abbondante ed i capelli fulvi. Il gruppo sulla sinistra ci mostra i tre angioletti intenti a far musica; nel gruppo al centro i puttini alati si mostrano - compunti ed un po' impacciati - in atteggiamento orante, mentre i tre sulla destra cantano un inno di lode avendo di fronte un cartiglio (ormai irrimediabilmente illeggibile). È difficile dire da dove Spanzotti abbia tratto l'immagine di questi angioletti che visibilmente anticipano, con i capelli fulvi e lo sguardo birichino, quelli della Natività sulla parete di Ivrea.
Tra il registro superiore dell'affresco e le figure che, in basso, compongono la scena vera e propria dell'Adorazione, si osserva il profilo ondulato di colline scure, rozzamente dipinte e, su di esse, motivi arborei il cui senso è poco intelligibile: si tratta di probabili interventi di aiuti che non hanno altro scopo che di risolvere il problema dello sfondo.
La Madonna adorante ci appare come una ragazza adolescente: il suo sguardo dolcissimo si scioglie nella contemplazione del Bambino, mentre sulle spalle le cadono lunghi capelli di color ramato. Una semplice, umanissima intesa – lontana da forzature ideologiche - lega i due protagonisti. Un amplissimo manto turchino cinge l'intera figura della Madonna e si stende sul pavimento ad accogliere su un proprio lembo il corpo nudo e paffutello del Bambino, che ripaga lo sguardo della madre sollevando le braccine.

Fanno da corona alla scena sei figure di santi inginocchiati, con le mani variamente disposte nel segno della preghiera e con lo sguardo sereno e un po' intimidito di chi ha ricevuto una nuova gioia. Giovanni Testori così si esprime al riguardo:
(G. Testori,Giovanni Martino Spanzotti. Gli affreschi di Ivrea, Centro Culturale Olivetti, Ivrea, 1958)
Il commento di Testori finalizzato a mettere in luce, nella poetica dello Spanzotti, la "nobilità umana, anziché umanistica; il fatto riportato alle sue proporzioni reali e quotidiane, contro il fatto dilatato dall'iperbole" non considera un aspetto essenziale del dipinto: il senso dei cartigli che le varie figure in adorazione reggono. Pur essendo i caratteri gotici in larga misura definitivamente compromessi, il restauro ha consentito di riportare alla luce alcuni interessanti frammenti. 
Chi sono i santi che popolano la scena?
Nel santo sulla sinistra è spontaneo riconoscere - come spesso, ma non obbligatoriamente, prevede l'iconografia sacra – la figura di San Giuseppe. Presso di lui, il santo con la tiara papale e una colomba sulla spalla è inconfondibilmente Gregorio Magno, dottore della Chiesa. Gli altri, come si evince dalla mitra che portano in capo, sono santi vescovi. 
Quello centrale, con il manto verde, che congiunge le mani quasi a formare una capanna che protegga il corpo del Bambino, deriva da un cartone che Francesco del Cossa eseguì (1474) per la tarsia di Sant'Ambrogio nella Basilica di San Petronio a Bologna (cosa che vale confermare l'influenza che il pittore ferrarese ebbe sullo Spanzotti); mentre quello alla sua destra, con il manto rosso, ha una forte rassomiglianza con il Sant'Ubaldo del trittico spanzottiano della Sabauda (preso qui come modello per un diverso santo). 
Il restauro ha confermato un'ipotesi che alcuni critici avevano già avanzata, che i tre vescovi più prossimi al Bambino siano gli altri tre dottori della Chiesa (raffigurati secondo una iconografia del tutto insolita): i loro nomi diventati nuovamente leggibili certificano che, da sinistra a destra, si tratta di Sant'Ambrogio, Sant'Agostino e San Girolamo. 
Le sentenze dei loro cartigli sono finalizzate - come riusciamo a leggere in una lacunosa imitazione dell'Adorazione di Rivarolo presente a Rivara - a sostenere, con il loro prestigio e con la loro conoscenza teologica, il dogma, particolarmente caro ai francescani, della Verginità perpetua di Maria 
Riamane incerta l'identità dell'ultimo Santo Vescovo (quello più a destra nella scena), sulla quale, in passato si erano fatte ipotesi poco credibili (quale la sua identificazione con il vescovo di Ivrea Warmondo). Quanto emerge dal recupero del cartiglio ed il senso generale della presenza dei santi vescovi portano all'ipotesi che possa trattarsi di Sant'Anselmo, un altro importante esponente della Patristica che fu uno dei primi autorevoli sostenitori del dogma della Verginità perpetua di Maria.

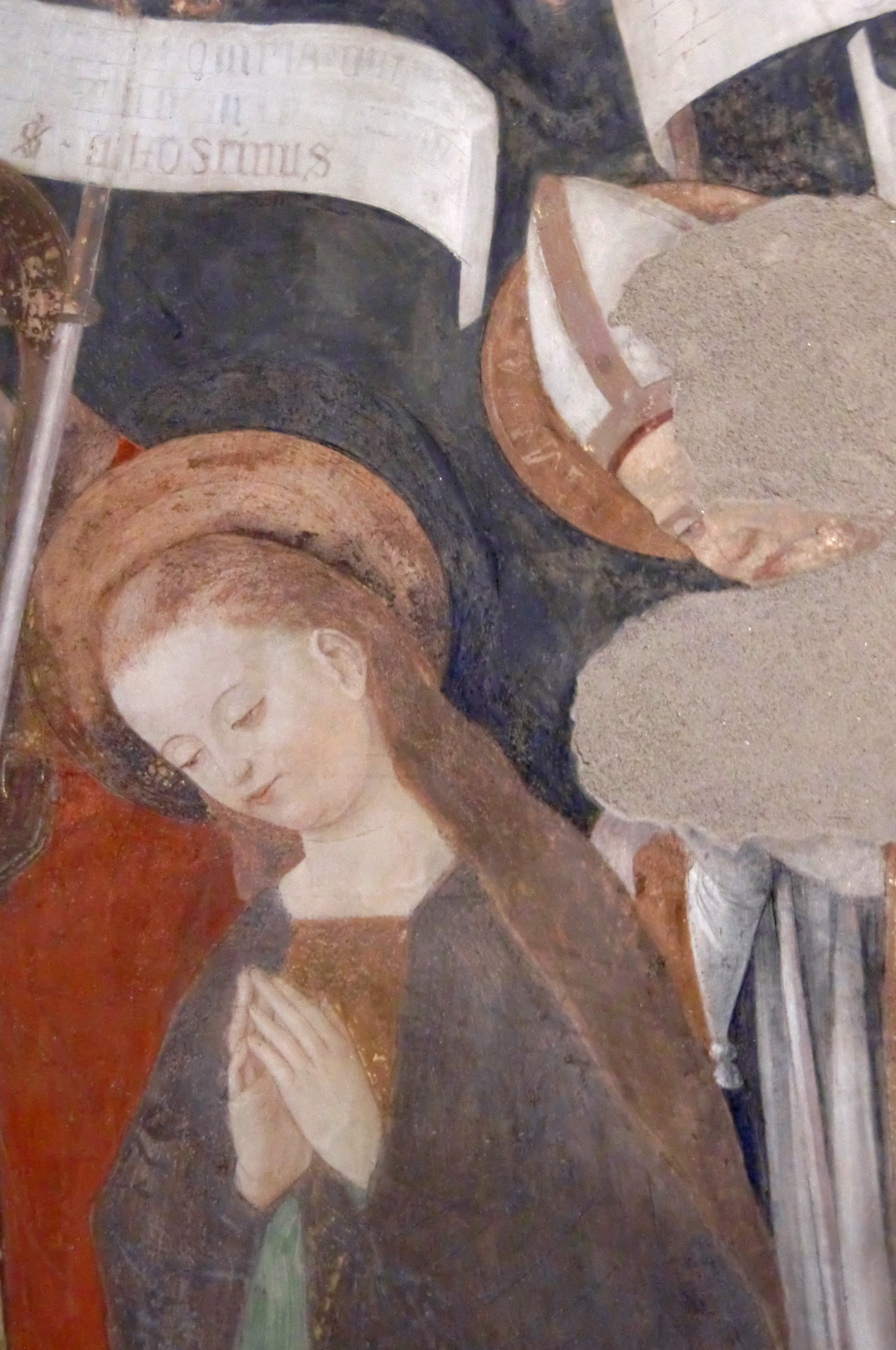
Particolare della Madonna
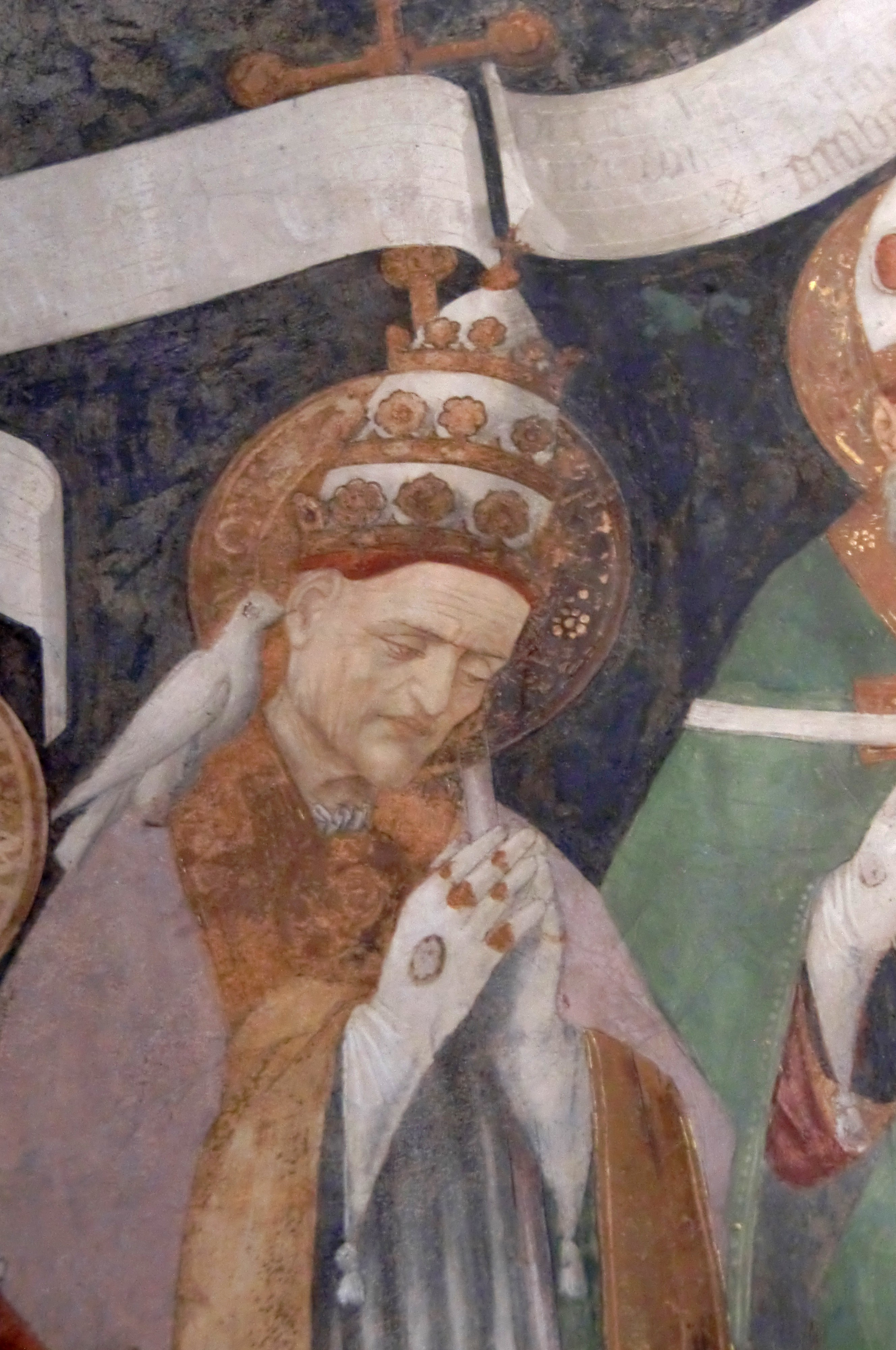
Particolare di San Gregorio Magno
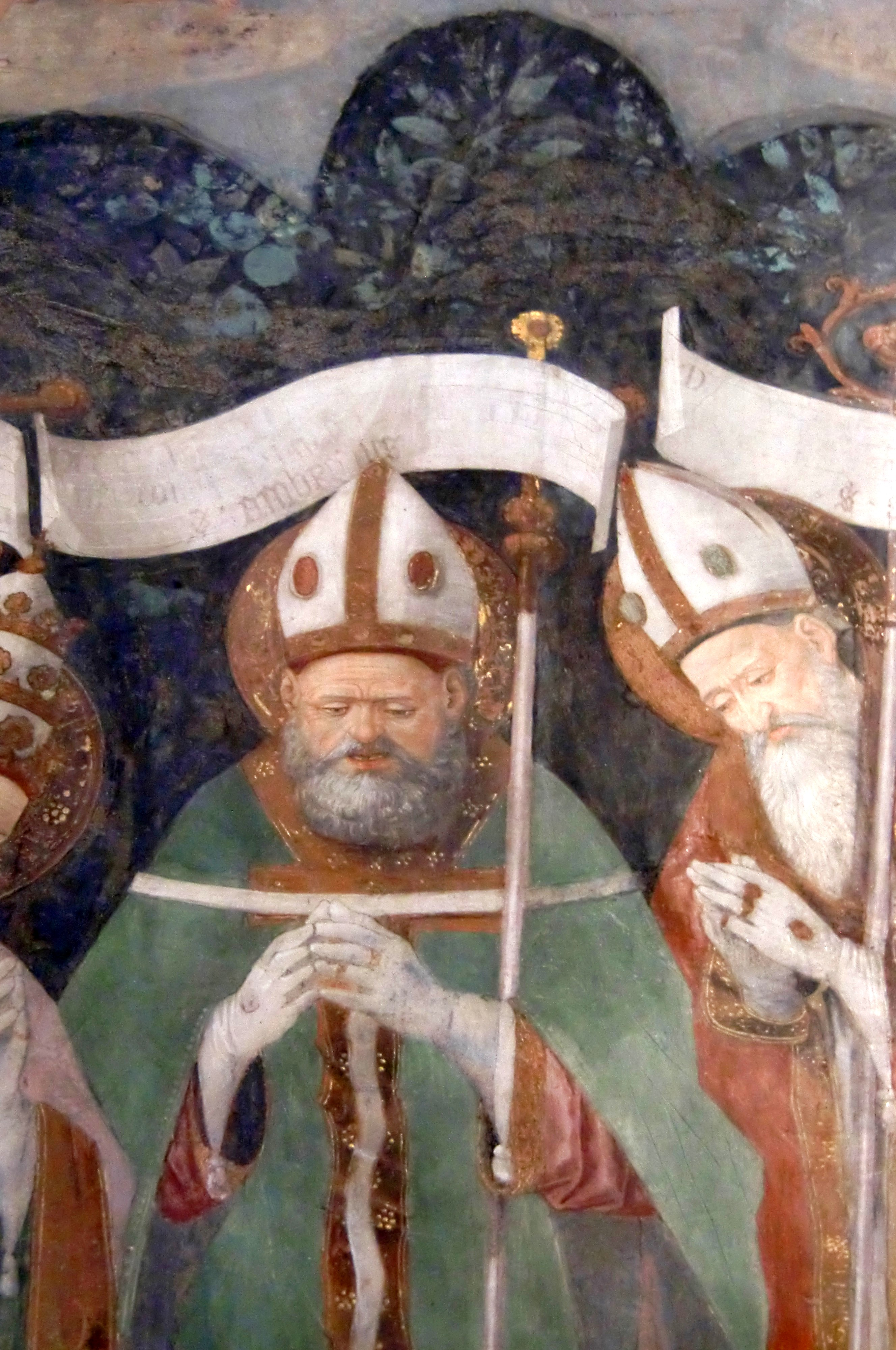
Particolare dei santi Ambrogio e Agostino
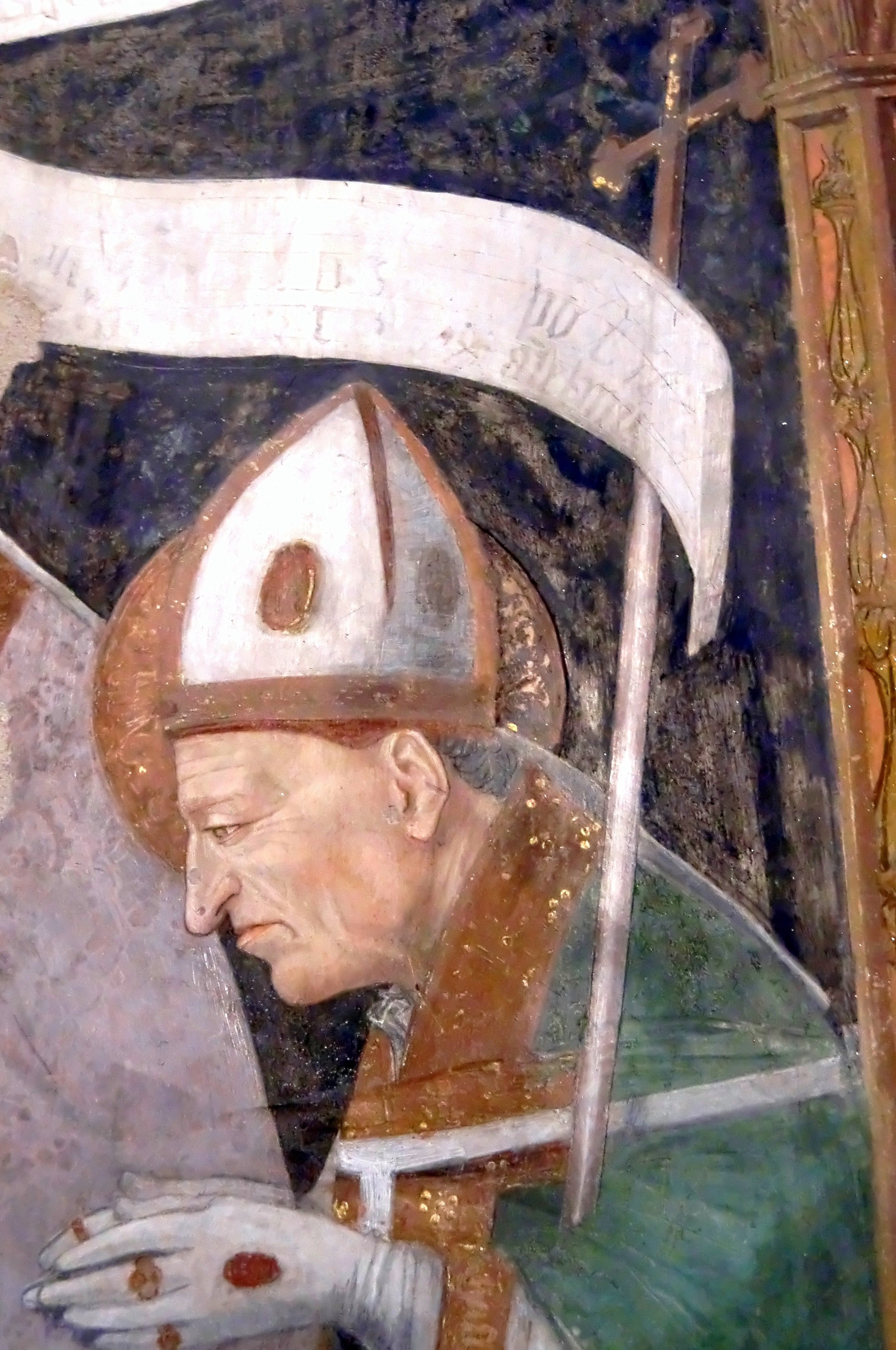
Particolare di un santo Vescovo
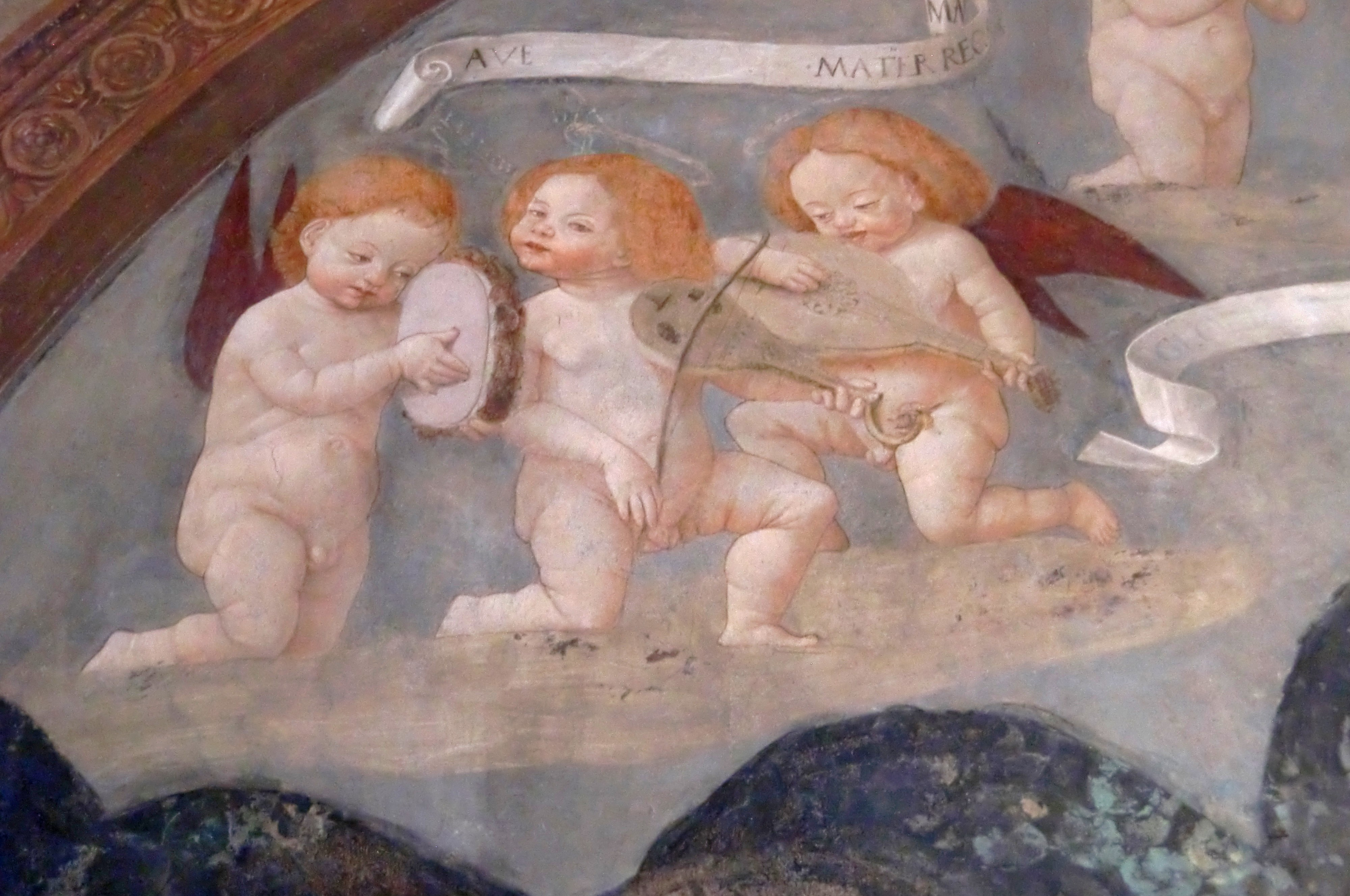
Particolare degli angeli musicanti
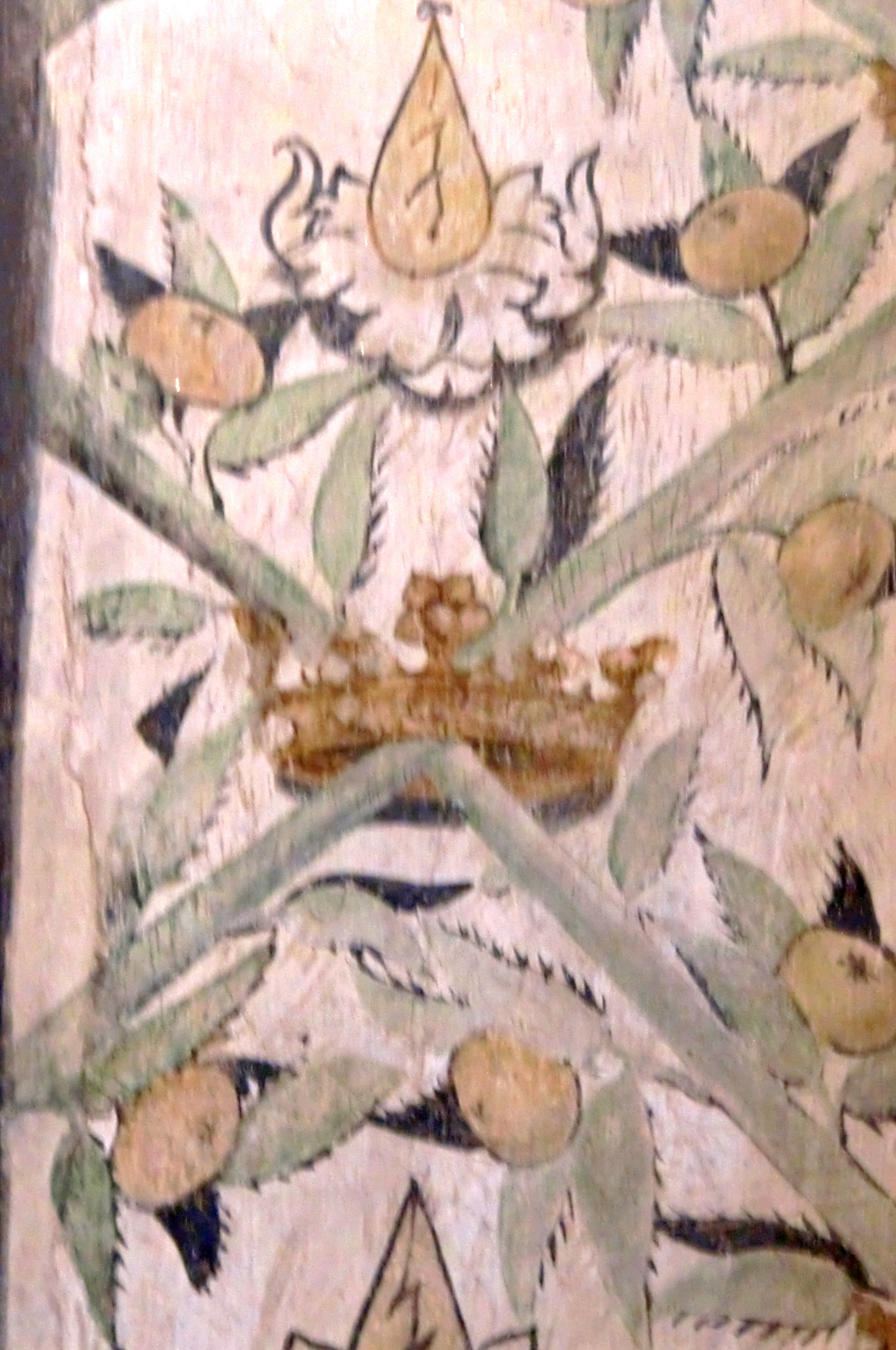
Particolare del fregio che circonda la scena

## Retaggio
Si può facilmente intuire quale fosse, nella modesta cultura pittorica del Canavese, l'impatto delle novità stilistiche che l'affresco di Rivarolo mostrava. Artisti minori presero subito a modello l'Adorazione per realizzare opere che ancor oggi vediamo in terra canavesana. Un esempio per tutti è dato dall'affresco nella Cappella dei Tre Re sopra in Santuario di Monte Stella ad Ivrea.

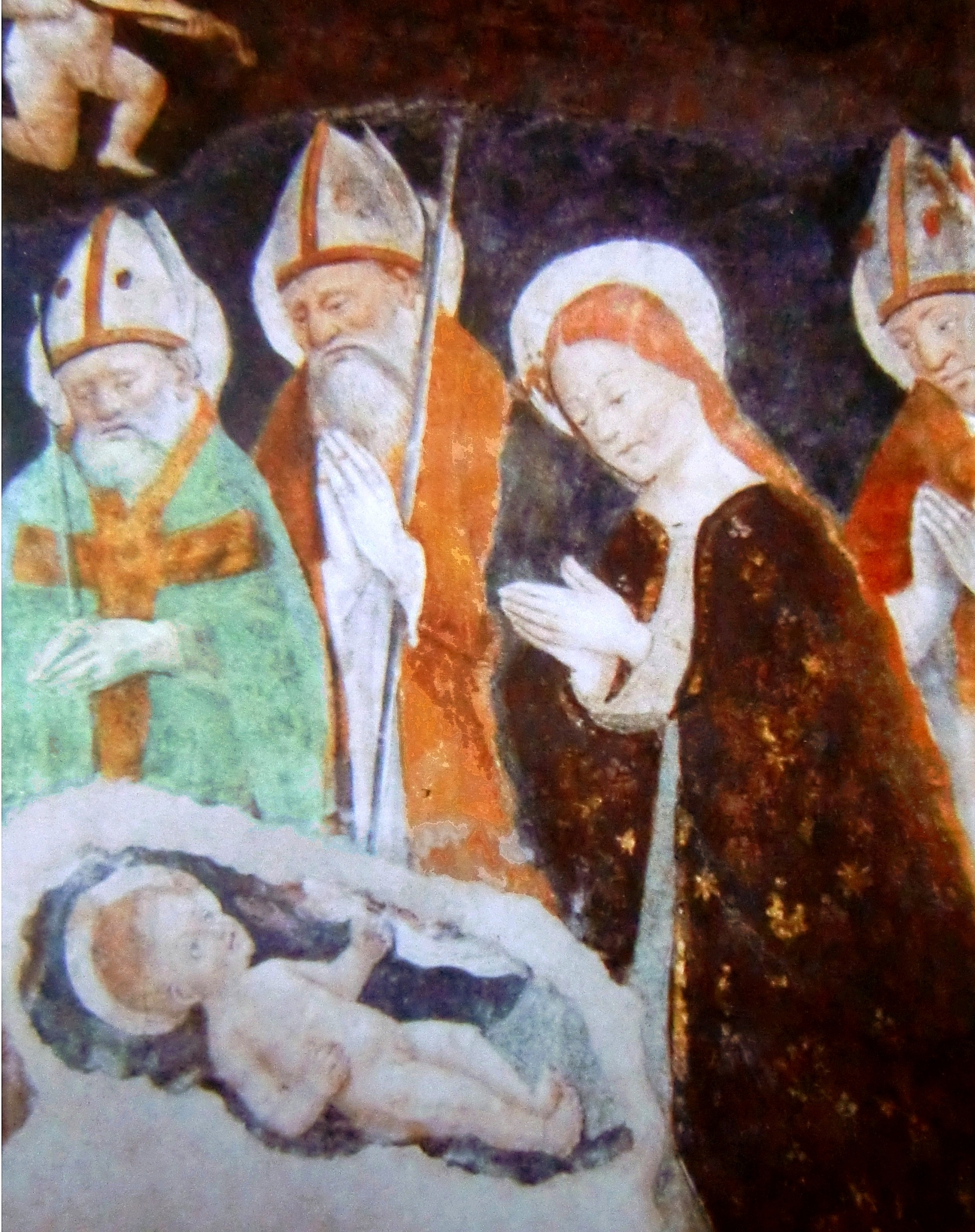
Adorazione nella chiesa di San Pietro Vecchio a Favria
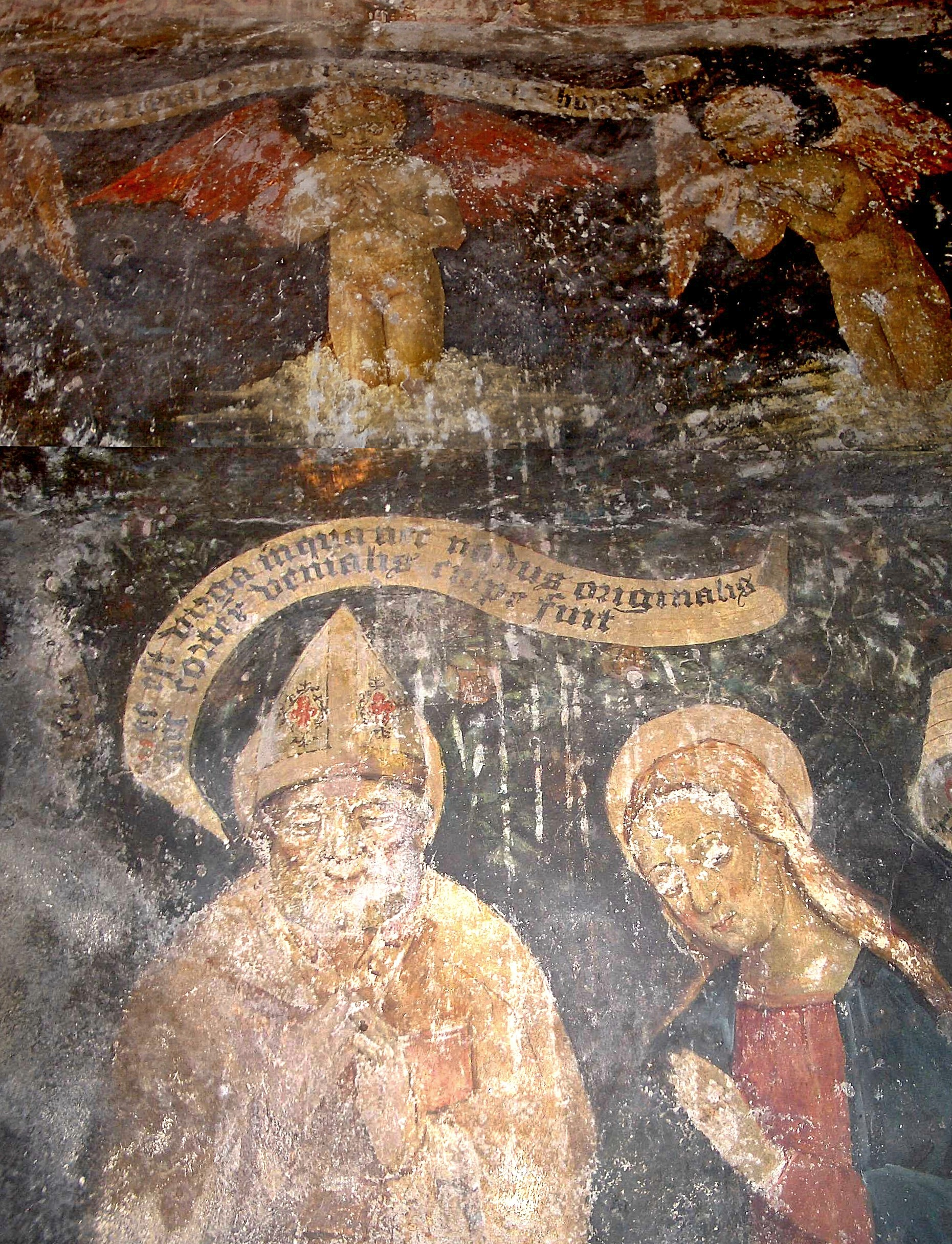
Adorazione (particolare) nella Chiesa di San Giovanni Battista a Rivara
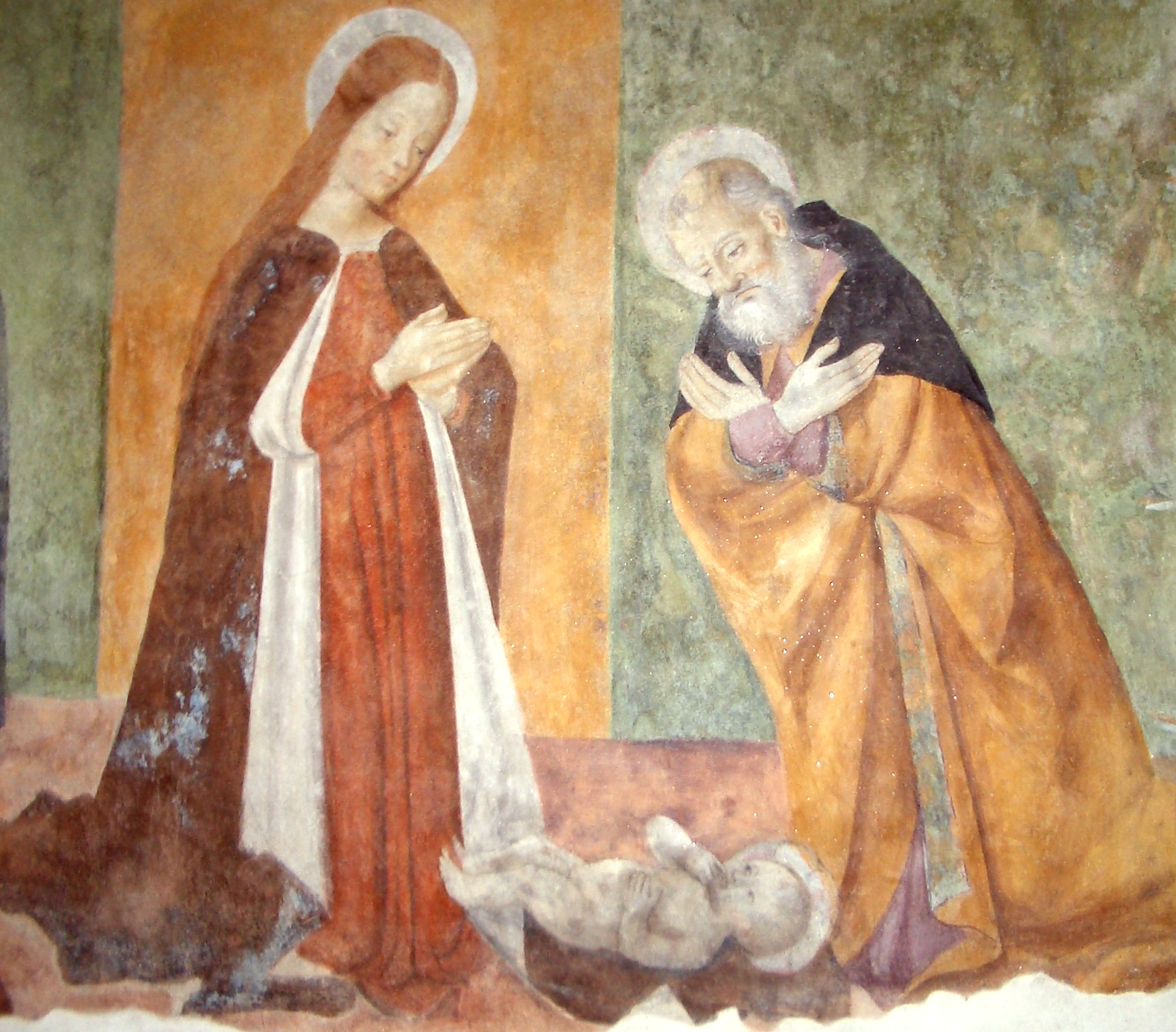
Adorazione (particolare) nella Cappella dei Tre Re a Ivrea